# Jordanita (gènere)
Jordanita és un gènere de lepidòpters zigenoïdeus de la família dels zigènids (Zygaenidae).
El cap, tòrax, abdomen i les ales anteriors tenen una resplendor verd o blava quasi metàl·lica, que prové d'escates amb una estructura de tamís ultrafí que trenquen i reflecteixen la llum. Les ales anteriors són llargues o estretes de forma triangular, les posterior més o menys rectangulars. En certes espècies, les femelles són més petites que els mascles, en altres tenen la mateixa grandària. La majoria dels Jordanita es troben a la zona paleàrtica. Les erugues són minadors de fulles de Asteraceae, hi ha només una generació per any. El nom és un reconeixement a l'entomòleg Karl Jordan.

## Subgèneres
- Roccia Alberti, 1954[2]
  - Jordanita budensis (Speyer & Speyer, 1858)
  - Jordanita paupera (Christoph, 1887)
  - Jordanita volgensis (Möschler, 1862)
  - Jordanita kurdica (Tarmann, 1987)
  - Jordanita hector (Jordan, 1907)
  - Jordanita notata (Zeller, 1847), (Skabiosen-Grünwidderchen)
- Gregorita Povolný & Šmelhaus, 1951
  - Jordanita hispanica (Alberti, 1937)
  - Jordanita algirica (Rothschild, 1917)
  - Jordanita minutissima (Oberthür, 1916)
  - Jordanita carolae (Dujardin, 1973)
  - Jordanita rungsi (Dujardin, 1973)
  - Jordanita cognata (Herrich-Schäffer, 1847)
  - Jordanita benderi (Tarmann, 1985)
  - Jordanita maroccana (Naufock, 1937)
- Lucasiterna Alberti, 1961
  - Jordanita cirtana (Lucas, 1849)
  - Jordanita subsolana (Staudinger, 1862)
- Rjabovia Efetov & Tarmann, 1995
  - Jordanita horni (Alberti, 1937)
- Jordanita Verity, 1946
  - Jordanita syriaca (Alberti, 1937)
  - Jordanita graeca (Jordan, 1907)
  - Jordanita chloros (Hübner, 1813)
  - Jordanita chloronota (Staudinger, 1871)
  - Jordanita tenuicornis (Zeller, 1847)
  - Jordanita globulariae (Hübner, 1793)
  - Jordanita fazekasi Efetov, 1998
  - Jordanita vartianae (Malicky, 1961)
- Praviela Alberti, 1954
  - Jordanita anatolica (Naufock, 1929)